# 汀州城墙
25°50′08″N 116°20′58″E / 25.83556°N 116.34944°E
汀州城墙，位于中国福建省龙岩市长汀县汀州镇，是原汀州、汀州府的城墙，临近现长汀县政府。始建于唐，现存城墙主要为明清时期建造及现代重建，现存近3000米，临近汀江。1996年被列为第四批福建省文物保护单位，2013年被列为第七批全国重点文物保护单位。

## 外观
汀州城墙沿汀江从东到西呈弧形，东西两端沿卧龙山脊直抵山襟，构成挂壁城池，把半个卧龙山圈入城中，形成城内有山、山中有城的城池格局。城门下，几条大马路从中穿过。

## 历史
唐大历四年（769年），汀州治所迁至今址，并夯土筑城。北宋治平三年（1066年），知汀州刘均扩建城墙，设城门6座。明洪武四年（1371年），重修城墙，并将城墙外包砖石。
2014年11月10日，济川门重建。

## 图片
- 朝天门
- 朝天门与云骧阁之间的城墙
- 龙潭烽火台，远处树丛中为云骧阁
- 丽春烽火台
- 五通门
- 惠吉门与五通门之间城墙上
- 三元阁
- 三元阁